# Ručići
Ručići (Servisch cyrillisch Ручићи) is een plaats in de Servische gemeente Gornji Milanovac. De plaats telt 144 inwoners (2002).